# Mil W-16
Die sowjetische Mil W-16 (russisch Миль В-16) war eine projektierte Weiterentwicklung des größten bisher gebauten Hubschraubers, der Mil Mi-12. Die Pläne zum Bau der Mil W-16/Mi-16 wurden nicht umgesetzt.

## Geschichte
Die Mil W-16 war ein sowjetisches schweres Transporthubschrauberprojekt der späten 1960er Jahre. Die Mil W-16 wurde vom Mil-Konstruktionsbüro in Moskau entworfen. Die ursprüngliche konstruktive Auslegung sah einen schweren Hubschrauber mit nebeneinander angeordneten Doppelrotoren, die durch zwei Solowjow-D-25WF-Wellenturbinen angetrieben werden sollten, vor. Die beiden sechsblättrigen Rotoren sollten an den Enden eines Rumpfauslegers sitzen (transversale Rotoren). Bei dem Dreipunktfahrwerk waren die beiden hinteren Räder unter den Auslegern montiert, während sich das Bugrad unter dem Cockpit befand.
Die W-16 war für den Transport einer großen Anzahl von Soldaten konzipiert und auch als Transporthelikopter für sowjetische Militärfahrzeuge gedacht. Dieser Helikopter war eines der ersten Flugzeuge der UdSSR, das in seinen Steuerungssystemen computerbasierte Algorithmen einsetzen sollte.

## Varianten
- W-16:
Vorgeschlagene ultraschwere Version der Mil W-12, die 40.000 bis 50.000 kg (88.000 bis 110.000 lb) heben soll. Ursprünglich in einer Drei-Rotor-Anordnung vorgesehen, angetrieben von sechs Solowjow-D-25WF-Motoren, wurde jedoch auf ein Zwei-Rotor-System ähnlich dem der W-12 umgestellt, die von zwei Strahltriebwerken angetrieben wurde.[4]

- Mi-16:
Die vorgeschlagene WWS-Bezeichnung für die Serienfertigung der W-16.

## Technische Daten
Allgemeine Merkmale (geplant):
- Länge: 37 m (121 Fuß 5 Zoll)
- Spannweite: 67 m (219 Fuß 10 Zoll) über die Rotoren
- Höhe: 12,5 m (41 Fuß)
- Leermasse: 69.100 kg
- Startmasse: 97.000 kg
- maximale Startmasse: 105.000 kg
- Frachtraum: 28,15 × 4,4 × 4,4 m (92,4 × 14,4 × 14,4 ft)